# Cyrille Maret
Cyrille Maret, född den 11 augusti 1987 i Dijon, är en fransk judoutövare.
Han tog OS-brons i de olympiska judo-turneringarna vid olympiska sommarspelen 2016 i Rio de Janeiro i herrarnas halv tungvikt..